# Anaspis atroabdominalis
Anaspis atroabdominalis es una especie de coleóptero de la familia Scraptiidae.

## Distribución geográfica
Habita en Sudáfrica.